# Mimetica pehlkei
Mimetica pehlkei är en insektsart som beskrevs av Günther Enderlein 1917. Mimetica pehlkei ingår i släktet Mimetica och familjen vårtbitare. Inga underarter finns listade i Catalogue of Life.